# Gröna studenter
Gröna Studenter (GS) är Miljöpartiet de grönas studentförbund, bildat 2002, i maj 2005 antaget som officiellt studentförbund.

## Historik
Gröna Studenter bildades våren 2002 och är den nyaste förgreningen av den s.k. gröna rörelsen. Miljöpartiet de grönas partikongress 2005 antog den 8 maj Gröna Studenter som det officiella studentförbundet för Miljöpartiet. Förbundet har närmare 1000 medlemmar och ökade med 68 procent under år 2022.

## Politik
Organisationen har ett idéprogram som behandlar politik för: Det gröna välfärdssamhället; migration och etablering; kvalitet i högre utbildning; sociala trygghetssystem för studenter; en hållbar högskolepolitik; en fungerande bostadspolitik och ett hållbart samhällsbygge.[källa behövs]

## Organisation
Gröna Studenter är en sidoorganisation till Miljöpartiet de gröna, och medlemmar i Gröna Studenter ansluts automatiskt även till Miljöpartiet. Organisationen består även av lokalavdelningar på ett flertal av Sveriges universitetsorter, bland annat i Stockholm, Göteborg, Uppsala, Lund och Umeå. 

### Årsmötet
Varje år hålls årsmötet som är förbundets högsta beslutande organ. Där väljs organisationens förtroendevalda och där fastslås de övergripande styrdokumenten. Till årsmötet har alla medlemmar rätt att närvara samt yttrande- och rösträtt.

### Riksstyrelsen
Gröna Studenters verkställande organ, tillika högsta beslutande organ mellan årsmötena, är Riksstyrelsen (RS). Denna grupp har till uppdrag att förvalta Gröna Studenter både praktiskt och politiskt. Gröna Studenter tillämpar delat ledarskap och har därför ingen förbundsordförande. RS arbete leds istället av en sammankallande. Fram till 2012 utsågs sammankallande internt i styrelsen. Sedan 2012 väljs varje ledamot i styrelsen till ett specifikt uppdrag av årsmötet. Från 2022 är ordinarie ledamöter i styrelsen även politiska talespersoner. 
Fram till Gröna Studenters årsmöte i april 2009 kallades styrelsen för Centrala Arbetsgruppen.

### Språkrör
Gröna Studenter har två språkrör, Anton Bylin och Nadja Vinberg. De är förbundets ansikte utåt i politiska frågor och väljs av årsmötet. Fram till och med 2004 utsågs talesperson/språkrör internt inom styrelsen. 
- 2003–2004 Joakim Pihlstrand-Trulp (talesperson)
- 2004–2005 Karolina Algotsson och Joakim Pihlstrand-Trulp
- 2005–2007 Karolina Algotsson och Max Andersson.
- 2007–2008 Clara Lönnholm och Max Andersson.
- 2008–2009 Frida Johnsson och Jon Larsson.
- 2009–2011 Frida Johnsson och Martin Sahlin.
- 2011–2013 Erika Karlénius och Gabriel Liljenström.
- 2013–2015 Emma Hult och Patricio Ruiz
- 2015–2016 Elin Hylander och Mårten Espmarker
- 2016–2017  Elin Hylander och Tobias Gustavsson
- 2017–2018 - Klara Westby och Tomas Hedlund (avgick under året och ersattes av Malte Roos)
- 2018–2019 - Rebecka Le Moine och Malte Roos
- 2019–2020 - Katarina Folkeson och Aleese Rydlund.
- 2021– Katarina Folkeson (fram till augusti 2021[3]) [bättre källa behövs] och Jesper Olsson[4]
- 2021-2022 Jesper Olsson och Emma Bergeling (från oktober 2021)
- 2022-2023 Felicia Olsson och Sigurður Andersson
- 2023-2024 Felicia Olsson (avgick under året och ersattes av Nadja Vinberg) och Anton Bylin
- 2024-2025: Anton Bylin och Nadja Vinberg
- 2025: Ludwig Uller

### Sammankallande
Sammankallande leder det övergripande arbetet med organisationen, riksstyrelsen och riksårsmötet, samt är personalansvarig.
- 2020-2022 Sofia Kamlund
- 2022-2023 Lovisa Roos
- 2023-2024 Stina Ahlmann
- 2024- Otto Orrvik